# 圣马力诺邮政
圣马力诺邮政（義大利語：Poste San Marino）是圣马力诺共和国一家负责邮政业务的股份有限公司。

## 历史
它成立于1607年10月7日，第一批邮票于1877年印刷。
圣马力诺于1915年1月7日加入万国邮政联盟 。
该公司于2016年成为股份有限公司（S.p.A.）。

## 邮局地点
- 阿夸维瓦- Via Fabrizio da Montebello, 5
- 博尔戈马焦雷- 大广场, 25
- 基耶萨诺瓦- Corrado Forti 大街 64 号
- 圣马力诺市- Via Gino Giacomini, 69
- 多加纳- 马力诺蒂尼广场 3 号
- 多玛尼亚诺- 菲利普达斯特佩托广场 3 号
- 菲奥伦蒂诺- 雷纳大街 19 号
- 法埃塔诺- 十字街 48 号
- 蒙特贾尔迪诺- Via del Dragone, 17
- 塞拉瓦莱- Via Coluccio Salutati, 3
- 塞拉瓦莱- Strada Borrana, 32

## 延伸阅读
- 意大利邮政
- 圣马力诺的邮票和邮政历史